# AWA World Women's Championship
L'AWA World Women's Championship (que l'on peut traduire par championnat du monde féminin de la AWA) est un championnat de catch féminin de l'American Wrestling Association (AWA). Il est créé en 1960 quand l'AWA quitte la National Wrestling Alliance (NWA) et c'est June Byers qui est alors la championne du monde féminine de la NWA qui est désigné comme étant la première championne. Kay Noble qui lui succède a le règne le plus long en gardant ce titre pendant 7 ans, 6 mois et 22 jours. Dans les années 1980 et 1990, Candi Devine a ce titre à quatre reprises ce qui est le record du plus grand nombre de règnes. Devine est la dernière championne quand la World Championship Wrestling rachète l'AWA.

## Statistiques
| Record                    | Championne    | Donnée                     | Référence |
| ------------------------- | ------------- | -------------------------- | --------- |
| Règne le plus long        | Kay Noble     | 5 ans, 6 mois et 27 jours  |           |
| Règne le plus court       | Candi Devine  | 3 jours                    |           |
| Championne la plus jeune  | Kay Noble     | 22 ans, 5 mois et 29 jours |           |
| Championne la plus âgé    | June Byers    | 37 ans, 8 mois et 14 jours |           |
| Championne la plus légère | Candi Devine  | 127 lb (58 kg)             | [ 1 ]     |
| Championne la plus lourde | Betty Niccoli | 246 lb (112 kg)            | [ 2 ]     |
| Championne la plus grande | Betty Niccoli | 6′ 2″ (1,88 m)             | [ 2 ]     |
| Championne la plus petite | June Byers    | 5′ 6″ (1,68 m)             | [ 3 ]     |

| #  | Championne    | Nombre de règnes | Date              | Durée                     | Lieu                    | Notes |
| -- | ------------- | ---------------- | ----------------- | ------------------------- | ----------------------- | --- |
| 1  | June Byers    | 1                | 1960              | N/A                       | N/A                     | Byers est alors championne du monde féminine de la National Wrestling Alliance. L'AWA décide de la reconnaitre comme première championne |
| 2  | Penny Banner  | 1                | 26 août 1961      | N/A                       | Angola (Indiana)        | Elle remporte une bataille royale. |
|    | Vacant        |                  | 1963              | N/A                       | N/A                     | |
| 3  | Kay Noble     | 1                | 13 avril 1963     | 5 ans, 6 mois et 27 jours | Saint Paul (Minnesota)  | Elle bat Kathy Starr pour remporter ce titre.                                                                                            |
| 4  | Betty Nicoli  | 1                | 9 novembre 1969   | 1 an, 11 mois et 26 jours | N/A                     | |
| 5  | Vivian Vachon | 1                | 4 novembre 1971   | 1 an, 9 mois et 12 jours  | Winnipeg (Manitoba)     | |
| 6  | Betty Nicoli  | 2                | 16 août 1973      | 1 an, 7 mois et 11 jours  | Winnipeg (Manitoba)     | |
| -  | Vacant        | 1                | 27 mars 1975      | N/A                       | N/A                     | Nicoli met un terme à sa carrière de catcheuse.                                                                                          |
| 7  | Candi Devine  | 1                | Novembre 1984     | N/A                       | Minneapolis (Minnesota) | Elle remporte une baille royale |
| -  | Vacant        | 2                | 1985              | N/A                       | N/A                     | |
| 8  | Candi Devine  | 2                | 28 septembre 1985 | 5 jours                   | Chicago (Illinois)      | L'AWA la désigne comme étant la nouvelle championne.                                                                                     |
| 9  | Sherri Martel | 1                | 3 octobre 1985    | 11 jours                  | Memphis (Tennessee)     | |
| 10 | Candi Devine  | 3                | 14 octobre 1985   | 3 jours                   | Memphis (Tennessee)     | |
| 11 | Sherri Martel | 2                | 17 octobre 1985   | 2 mois et 30 jours        | Winnipeg (Manitoba)     | |
| 12 | Candi Devine  | 4                | 16 janvier 1986   | 5 mois et 12 jours        | Winnipeg (Manitoba)     | |
| 13 | Sherri Martel | 3                | 28 juin 1986      | 1 an et 26 jours          | Oakland (Californie)    | [ 6 ] |
| -  | Vacant        | 3                | 24 juillet 1987   | 5 mois et 3 jours         | N/A                     | Martel quitte l'AWA et s'engage avec la World Wrestling Federation                                                                       |
| 14 | Madusa Miceli | 1                | 27 décembre 1987  | 10 mois et 30 jours       | Las Vegas (Nevada)      | Elle bat Candi Devine |
| 15 | Wendi Richter | 1                | 26 novembre 1988  | N/A                       | Bloomington (Minnesota) | |
| -  | Vacant        | 4                | Décembre 1989     | N/A                       | N/A                     | Richter quitte l'AWA. |
| 16 | Candi Devine  | 5                | 6 décembre 1989   | N/A                       | Toronto (Ontario)       | Elle est la dernière championne jusqu'à la fermeture de l'AWA en 1991                                                                    |